# فرانچسکو پیزانو
فرانچسکو پیزانو (انگلیسی: Francesco Pisano؛ زادهٔ ۲۹ آوریل ۱۹۸۶) بازیکن فوتبال اهل ایتالیا است.
از باشگاه‌هایی که در آن بازی کرده‌است می‌توان به باشگاه فوتبال بولتون واندررز، باشگاه فوتبال کالیاری، و باشگاه فوتبال آولینو اشاره کرد.
وی همچنین در تیم‌های ملی فوتبال زیر ۱۹ سال ایتالیا و زیر ۲۱ سال ایتالیا بازی کرده‌است.